# Сан-Педру (Порту-де-Мош)
Сан-Педру (порт. São Pedro) — район (фрегезия) в Португалии, входит в округ Лейрия. Является составной частью муниципалитета Порту-де-Мош. По старому административному делению входил в провинцию Эштремадура. Входит в экономико-статистический субрегион Пиньял-Литорал, который входит в Центральный регион. Население составляет 2919 человек на 2001 год. Занимает площадь 14,98 км².